# Alsodes coppingeri
Alsodes coppingeri (Günther, 1881) è una specie di anfibi anuri appartenente alla famiglia Alsodidae.
.

## Distribuzione
Oltre alla località tipo di Porto Riofrio (costa occidentale della Patagonia), sulla costa meridionale del Cile, la specie è nota in poche località del sud-est del Cile (Puerto Yungay, Canal Michel, Caleta Tortel, e Caleta Lever).

## Etimologia
L'epiteto specifico è stato assegnato in onore a Richard William Coppinger.

## Tassonomia
La specie è stata posta come sinonimo di A. monticola da Lynch nel 1968, e così è considerata dall'IUCN. Formas et al., in uno studio del 2008 l'hanno reintegrata al rango di specie e hanno notato che gli esemplari oltre l'olotipo andrebbero riferiti ad altre specie.. Blotto et al. hanno trattato i problemi tassonomici con Alsodes australis.